# سكارليت أورتيز
سكارليت أورتيز (بالإسبانية: Scarlet Ortiz) (ولدت هافيز سكارليت أورتيز باتشيكو في كراكاس، فنزويلا 12 مارس 1974) ممثلة فنزويلية. بدأت حياتها المهنية بالظهور في برنامج للأطفال يسمى Nubeluz في فنزويلا، كما شاركت في مسابقة ملكة جمال فنزويلا 1992. وفي 9 مارس 2010 أنجبت طفلة في مستشفى ماونت سيناي في ميامي واسمها باربرا.
بدأت دراستها الجامعية في علم النفس إلا أنها لم تكمل دراستها وذلك لأجل ان تحقق حلمها وتصبح ممثلة مشهورة
قامت ببطولة العديد من المسلسلات الناجحة
في عام 1997 تلقت العرض الأول للمشاركة في مسلسل Llovizna حصلت على أول دور لها و كان دور البطولة الذي مثلته بجانب الممثل Luis Fernaacutendez تلقت دفعة قوية في تقديم أدوار البطولة في مسلسلات.

## روابط خارجية
- سكارليت أورتيز على موقع IMDb (الإنجليزية)
- سكارليت أورتيز على موقع أول موفي (الإنجليزية)
- سكارليت أورتيز على موقع قاعدة بيانات الفيلم (الإنجليزية)
- سكارليت أورتيز على موقع كينوبويسك (الروسية)
- صفحة سكارليت أورتيز في موقع فانكور